# Лора (тропічний шторм, 2008)
Тропічний шторм «Лора» (англ. Tropical Storm Laura)  – великий, але недовговічний тропічний циклон, який розвинувся над північно-центральною частиною Атлантичного океану в кінці вересня під час сезону атлантичних ураганів 2008 року. Залишки циклону пізніше вразили Нідерланди, Німеччину та Норвегію.

## Метеорологічна історія

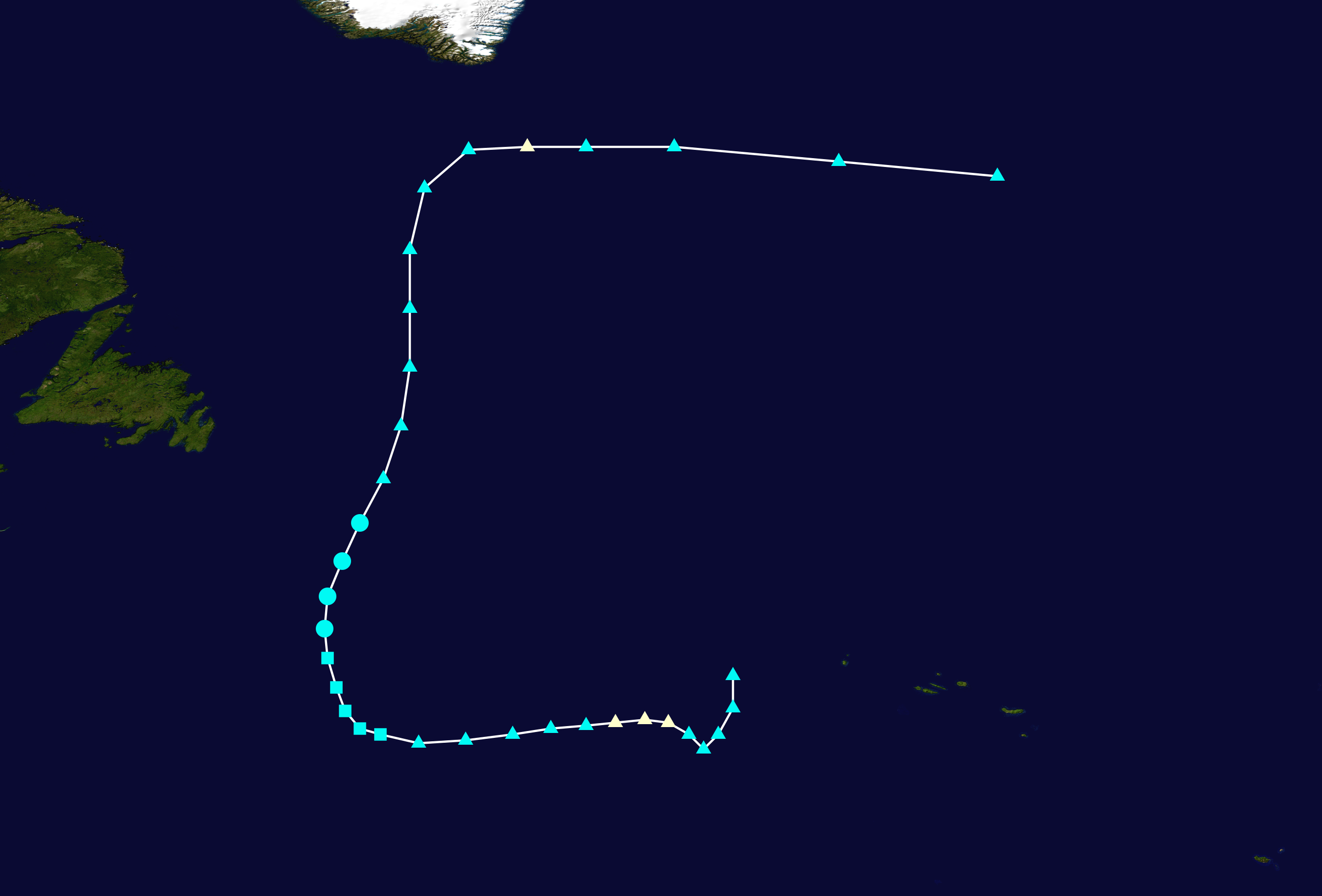
Карта шляху і інтенсивності Тропічного шторму Лаура за шкалою Саффіра–Сімпсона

26 вересня уздовж квазістаціонарних фронтальної системи в декількох сотнях миль на захід від Азорських островів утворилася дуже велика позатропічна область низького тиску. Мінімум посилився до рівня урагану 1 категорії з вітром 80 миль в годину (130 км / ч) о 12:00 UTC 27 вересня. Протягом наступних днів мінімум почав втрачати свої фронтальні характеристики і почав переходити в субтропічний циклон, коли він рухався в західному напрямку. До 29 вересня в низині виникла достатня конвекція, і вона була оголошена субтропічний шторм Лаура. Після модернізації вершини холодних хмар почали огортати центр Лаури і згущуватися близько центру поводження. Конвекція швидко організувалася навколо центру, і проліт супутника над штормом показав, що вона швидко посилюється. Пізніший супутниковий прохід не брав до уваги можливість посилення, оскільки було підтверджено, що інтенсивність складає 60 миль в годину (95 км/ч). Загальна структура Лаури залишалася субтропічній, але були ознаки того, що вона набувала тропічні характеристики.
У другій половині дня супутники показали, що у Лаури утворилося глибоке тепле ядро, характерне для тропічного циклону, але поле вітру залишалося субтропічним за своєю природою. Радіус найсильніших вітрів скоротився до 80 миль (130 км), що набагато менше, ніж у субтропічних циклонів. Однак Лаура все ще перебувала під впливом мінімуму верхнього рівня, і верхня частина хмар залишалася неглибокої. Вранці 30 вересня Лаура була на межі перетворення в тропічний циклон, але сильна взаємодія з верхнім нижнім рівнем означало, що він все ще був субтропічним. Незважаючи на рух над більш холодними водами, супутникове зображення водяної пари визначило, що Лаура відокремилася від нижнього рівня верхнього рівня, що означає, що він перетворився на тропічний циклон. Лаура була повторно класифікована як тропічний шторм на відносно високій широті, 40,6 ° N. Незабаром після того, як він був оголошений тропічним, з'явилися перші ознаки переходу до позатропічного умов. Холодне повітря почав потрапляти в шторм із західного боку, і моделі прогнозів показали, що Лаура на наступний ранок стане позатропічним штормом.

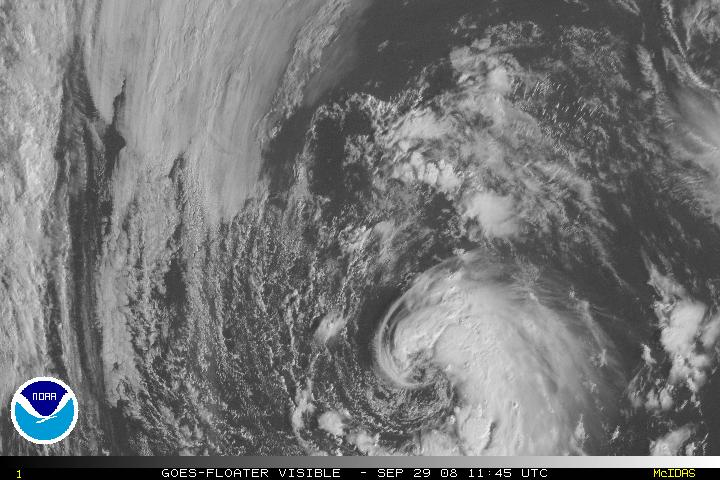
Лаура 29 вересня

Відразу конвекція, пов'язана з Лаурою, стала зменшуватися і втрачати тропічні характеристики, але все ж зберегла свій статус. На початку 1 жовтня позатропічного перехід був повністю очевидний. Лаура залишалася тропічним штормом, але хмарний візерунок ставав фронтальним, і навколо центру системи спостерігалася невелика конвекція. При мінімальній активності дощу і грози, що залишилася навколо центру Лаури, шторм переріс в зону із залишковим низьким давленіем.1 жовтня, де як і раніше дмуть ураганні тропічні вітри. На наступний день залишкова система перетворилася в позатропічних циклон і знову почала посилюватися, стрімко наближаючись до півночі. Рано вранці 3 жовтня система сповільнилася, коли повернула на схід і перетворилася в ураганний циклон зі швидкістю вітру 75 миль в годину (120 км/ч). Після прискорення на схід, ще один великий позатропічного циклон поглинув залишки Лаури, перебуваючи в кількох сотнях миль на захід від Британських островів 4 жовтня.

## Підготовка та наслідки

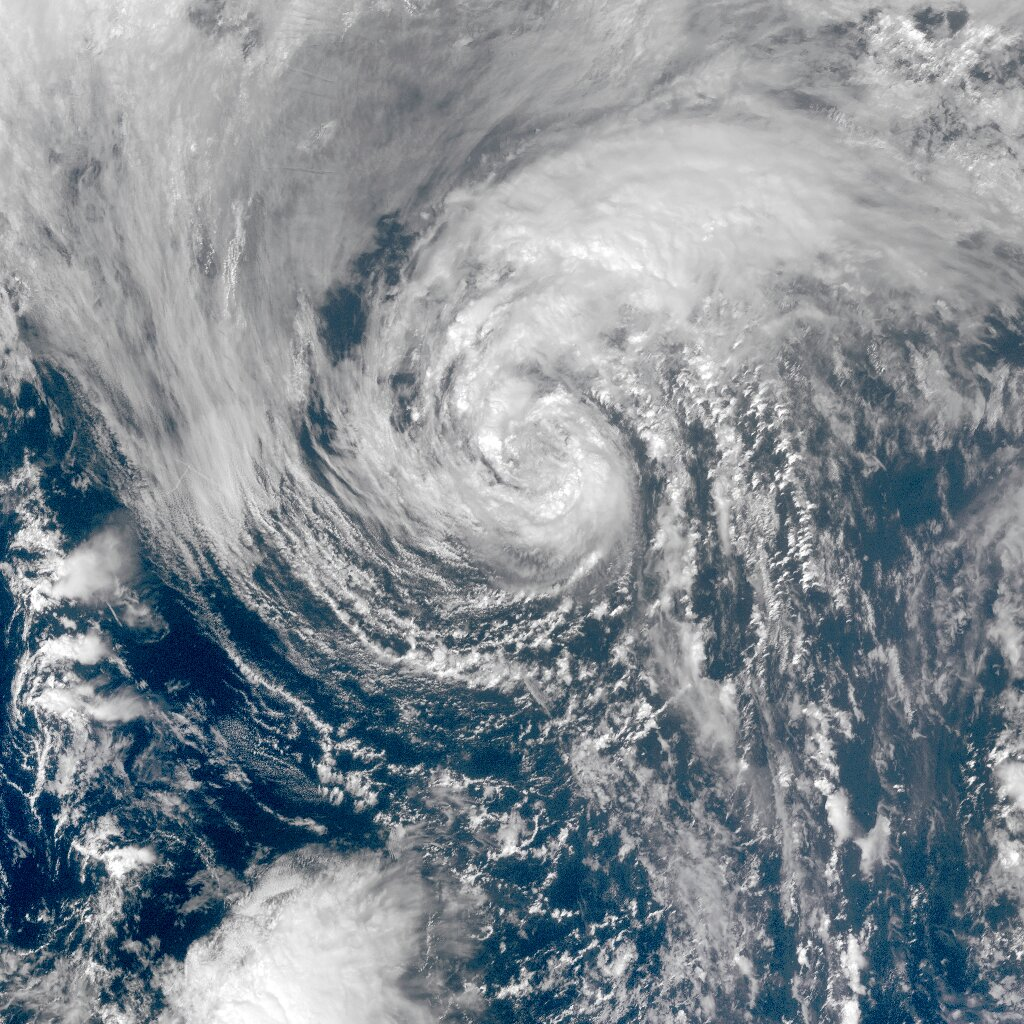
Тропічний шторм Лаура з максимальной інтенсивностю 30 вересня

Як тропічний циклон, Лаура ніколи не наближалася до землі, і не було ніяких пошкоджень або смертельних випадків. Оскільки шторм тривав над відкритими водами більшу частину свого життя, на кількох кораблях і нафтових платформах були зафіксовані тропічні штормові вітри. Найвищі зареєстровані вітри були на нафтовій платформі з позивним VEP717 о 03:00 UTC 1 жовтня. Були зареєстровані швидкості вітру до 47 вузлів (54 миль/год; 87 км/ч). Незважаючи на відсутність удару, залишки шторму потрапили в струменевий потік верхнього рівня і попрямували в сторону Європи. Там пройшли проливні дощі в деяких частинах Британії. 5 жовтня, викликавши локальне скупчення паводкових вод. В результаті Гліб-роуд біля Уїндермір, Англія, була закрита в обох напрямках, а вздовж дороги A65 між Олд-Хаттоном і Кіркбі-Лонсдейлом раніше насичена ґрунт в поєднанні з надмірними зливовими стоками привела до локального повені. Рух по автомагістралі M6 було загальмовано через погані умови. Одну людину довелося витягти з машини після того, як він виїхав на затоплену вулицю. Агентство з навколишнього середовища Великої Британії випустило 76 повідомлень про повені і 21 попередження про сильні повені в результаті дощу. 
8 жовтня залишки Лаури досягли Нідерландів. У той час, його дощові смуги почали взаємодіяти з холодним фронтом, пов'язаним з добре розвиненою низькою заходом Норвегії, знижується до 113 мм (4,4 дюйма) опадів у північно-західних Нідерландах. В результаті, як повідомляється, вулиці і будинки в селі Іпполітушеф виявилися затопленими. Велика кількість опадів побило денні та щомісячні рекорди опадів за жовтень, які раніше були встановлені в 2006 році. Поступово пройшовши через Норвегію, залишки урагани завдали значної шкоди електроенергетичним компаніям. В результаті більше 10 000 чоловік втратили владу в південних частинах країни.